# Yi (dinosaure)
Yi qi
Genre
Espèce
Yi est un genre éteint de petits dinosaures à plumes, des théropodes paraviens basaux, découvert en Chine.
Une seule espèce est rattachée au genre, Yi qi, décrite par Xu Xing et ses collègues en 2015.

## Étymologie
Yi qi se prononce, en mandarin, [î tɕʰǐ]. Le nom mandarin : 奇翼龍, Qí yì lóng, est composé de 奇, prononcé qí, signifiant « étrange », de 翼, prononcé yì, signifiant « aile », et de 龍, prononcé lóng, signifiant « dragon ».

## Découverte
Le seul fossile de Yi qi connu a été découvert en Chine dans des roches attribuées à la formation de Tiaojishan. Ces sédiments d'âge Callovien à Oxfordien (à cheval sur le Jurassique moyen et supérieur), datent d'il y a environ entre 165 et 153 millions d'années.

### Historique de la découverte
Le premier spécimen fossile de Yi qi, et le seul connu à ce jour, a été découvert par un paysan, Wang Jianrong, dans une carrière près du village de Mutoudeng (xian autonome mandchou de Qinglong, Hebei). Wang a vendu le fossile au Musée de la nature de Shandong Tianyu en 2007, et dès lors Ding Xiaoqing, un technicien du musée, a commencé à préparer le fossile. Comme c’est le personnel du musée qui a découvert pendant la préparation un grand nombre de caractéristiques uniques de l'échantillon ainsi que des tissus mous, et non des chercheurs de fossiles amateurs soucieux de les revendre, les scientifiques étaient assurés du caractère authentique et inaltéré du spécimen. L'étude initiale de Yi a été publiée dans la revue Nature et est apparue sur Internet le 29 avril 2015. L'équipe de scientifiques auteurs de cette première étude était dirigée par Xu Xing et comprenait aussi Zheng Xiaoting, Corwin Sullivan, Wang Xiaoli, Xing Lida, Wang Yan, Zhang Xiaomei, Jingmai O'Connor, Zheng Fucheng Zhang et Pan Yanhong.

## Description

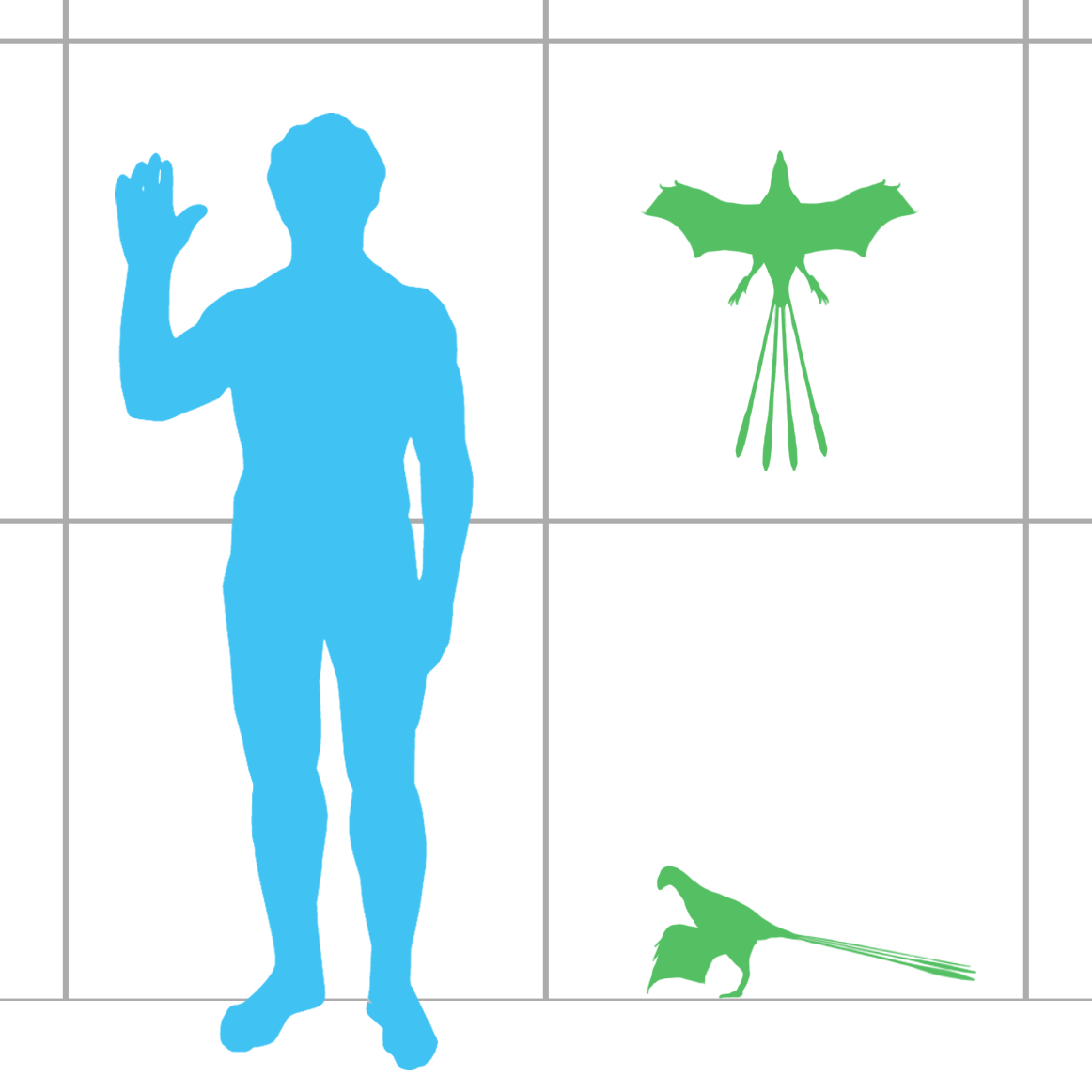
Taille d'un Yi qi par rapport à un être humain.

Yi qi n'est connu que par un seul squelette partiel qui constitue l'holotype (référencé STM 31-2). Il inclut le crâne, la mandibule, le cou et les os des membres. C'est un théropode de petite taille, dont l'envergure doit être de l'ordre d'une cinquantaine de centimètres pour un poids estimé à un peu moins de 400 grammes.
Ils partage avec les autres scansorioptérygidés une tête courte courte et musclée portant une mandibule tournée vers le bas. quelques dents sont présentes, uniquement aux extrémités des mâchoires ; les quatre dents supérieures de chaque côté étant les plus grandes et légèrement pointées vers l'avant, tandis que les dents inférieures avant sont inclinées encore plus fortement vers l'avant.

### Plumes

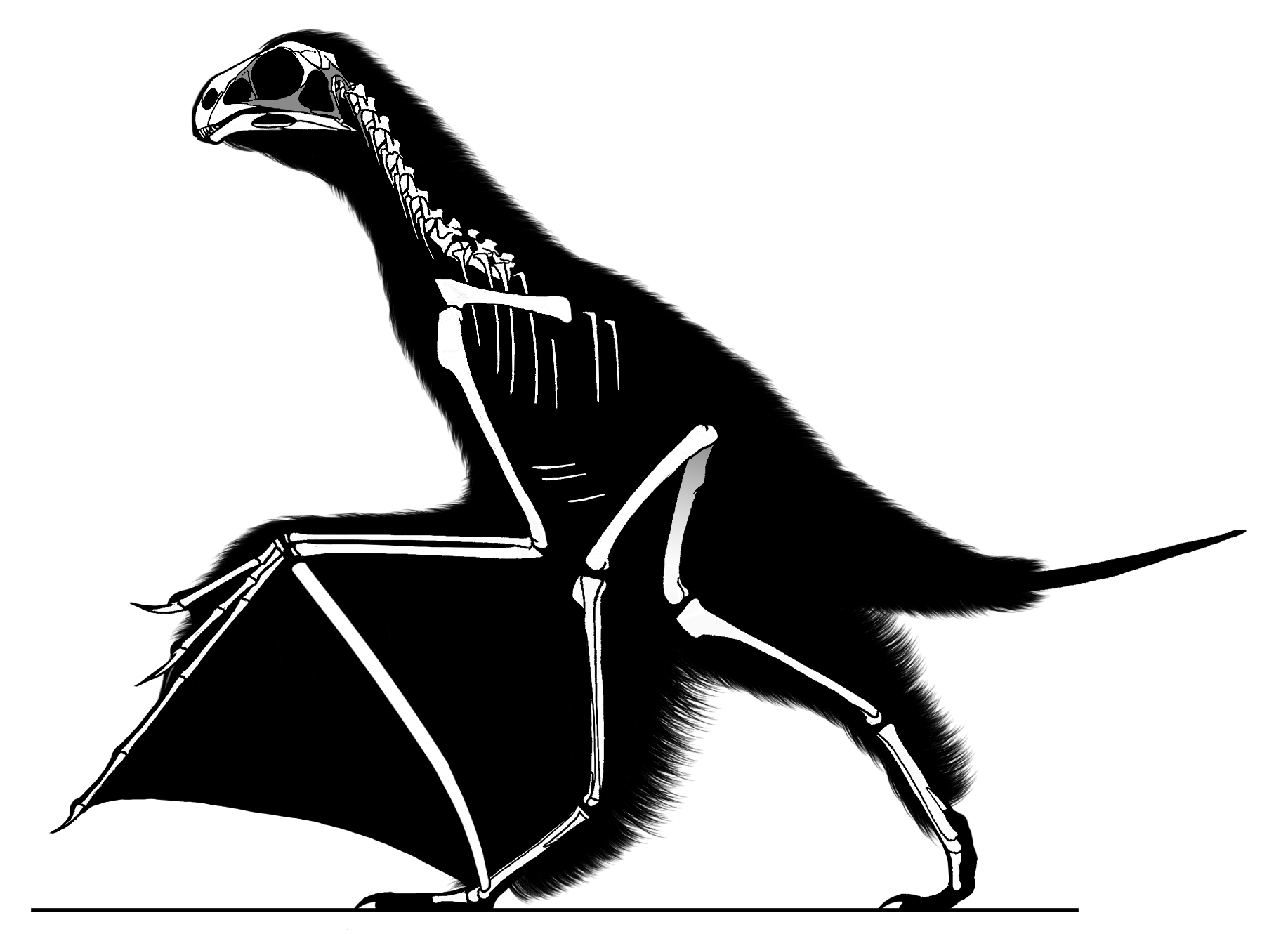
Silhouette de Yi avec, en blanc, les os retrouvés.

Le seul spécimen connu est entouré par un épais plumage constitué de plumes simples en forme de pinceaux avec de longues tiges surmontées de filaments plus minces et touffus. Les plumes couvrent la majeure partie du corps, en commençant dès la pointe du museau. Les plumes de la tête et du cou étaient longues et formaient une sorte de toison épaisse, tandis que les plumes du corps étaient encore plus longues et plus denses. Sur les bras et les tibias, elles atteignent jusqu'à 6 centimètres de longueur. Les pieds sont également recouverts de plumes.

### Membranes
Le fossile de Yi montre des empreintes de peau ridée indiquant présence d'une membrane entre les doigts et l'os styliforme.
Cette découverte montre que les « ailes » de Yi qi étaient formées par une membrane cutanée, et non par des plumes pennées formant des ailes plus classiques comme chez les autres dinosaures paraviens. Yi qi aurait ainsi, par évolution convergente, une apparence superficielle similaire à celles des chauves-souris modernes. Cependant les chauve-souris ne possèdent pas d'os styliforme qui se retrouve plutôt chez certains « écureuils volants » comme le marsupial australien moderne Petauroides volans, le « grand phalanger volant ».
Un autre dinosaure chinois du Jurassique supérieur, présentant de grandes similitudes, a été décrit en 2019 sous le nom d'Ambopteryx longibrachium. Il est placé par ses inventeurs en groupe frère de Yi qi.

## Paléobiologie
Les inventeurs de l'espèce ont envisagé plusieurs modèles pour la configuration de l'aile de Yi qi selon la position de l'os styliforme :
- modèle de chauve-souris ;
- modèle de ptérosaure ;
- modèle de maniraptorien ;
- modèle de grenouille volante comme les grenouilles arboricoles du Sud-Est asiatique.

L'hypothèse du vol plané chez Yi qi est gênée par le fait que son centre de gravité semble être trop en arrière et que sa membrane cutanée ne parait reliée que sur la partie supérieure de son torse. Ce problème pourrait cependant être atténué par la présence d'une courte queue charnue et de longues plumes de la queue, comme on les connait chez son proche parent Epidexipteryx. La stabilité du vol pourrait être aussi améliorée par les battements de ses ailes.
Un analogue moderne pourrait être le kakapo ou perroquet hibou de Nouvelle-Zélande. Cet oiseau nocturne est un excellent grimpeur qui peut monter à la cime des arbres les plus hauts, puis se « parachuter » pour descendre en sautant et déployant ses ailes,. 

## Paléoécologie
C’est dans la même formation de Tiaojishan (et vers la même époque) qu’ont été découverts les autres Scansoriopterygidae connus Epidexipteryx et Scansoriopteryx. L'écosystème préservé dans la formation de Tiaojishan est une forêt où dominaient les Bennettitales, les ginkgos, les conifères et les Filicopsida. Ces forêts entouraient de grands lacs à l'ombre de volcans actifs dont les cendres sont responsables de la préservation remarquable de nombre de fossiles. Si l’on se fonde sur la flore de Tiajishan, le climat aurait été subtropical à tempéré, chaud et humide. D'autres fossiles de vertébrés découverts dans la même carrière de rochers que Yi qi, et qui auraient été ses proches contemporains, comprennent des salamandres comme Chunerpeton tianyiensis, des ptérosaures volants Changchengopterus pani, Dendrorhynchoides mutoudengensis et Qinglongopterus guoi, ainsi qu’une des premières espèces de protomammifères arboricoles Arboroharamiya jenkinsi.